# Bernabo Visconti
Bernabo Visconti (1323 – 18. prosince 1385) byl milánským vládcem v letech 1354–1385. Vládl společně se svým bratrem Galeazzem a za jejich vlády vliv Milánska značně vzrostl. "Milánské zmije", jak byli příslušníci tohoto rodu nazýváni, byly proslulé krutostí, hrabivostí, a zároveň byly štědrými mecenáši mnoha umělců. Bernabo většinu života strávil válkou proti papeži a pokusem uchvátit další města. Pohrdal církví, tvrdil, že ve svých panstvích je zároveň Bohem na zemi, papežem i císařem.

## Život

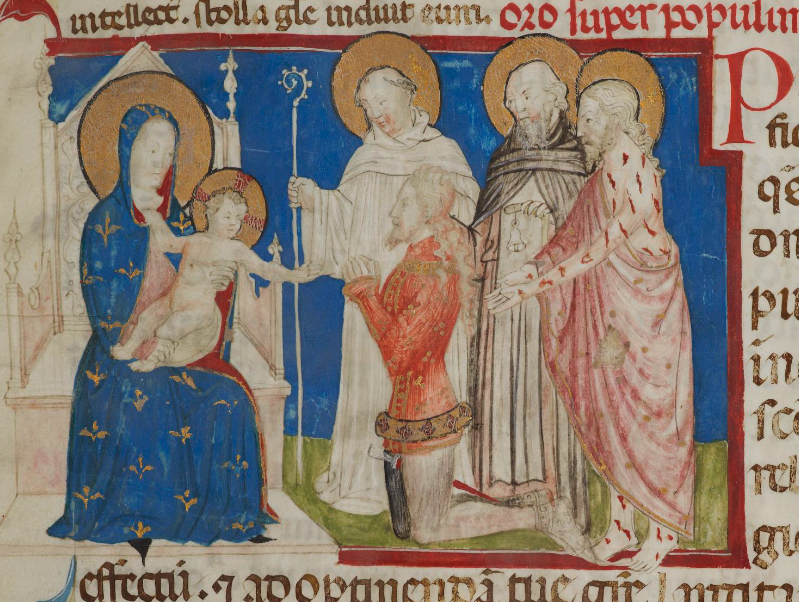
Bernabo Visconti klečící před Pannou Marií

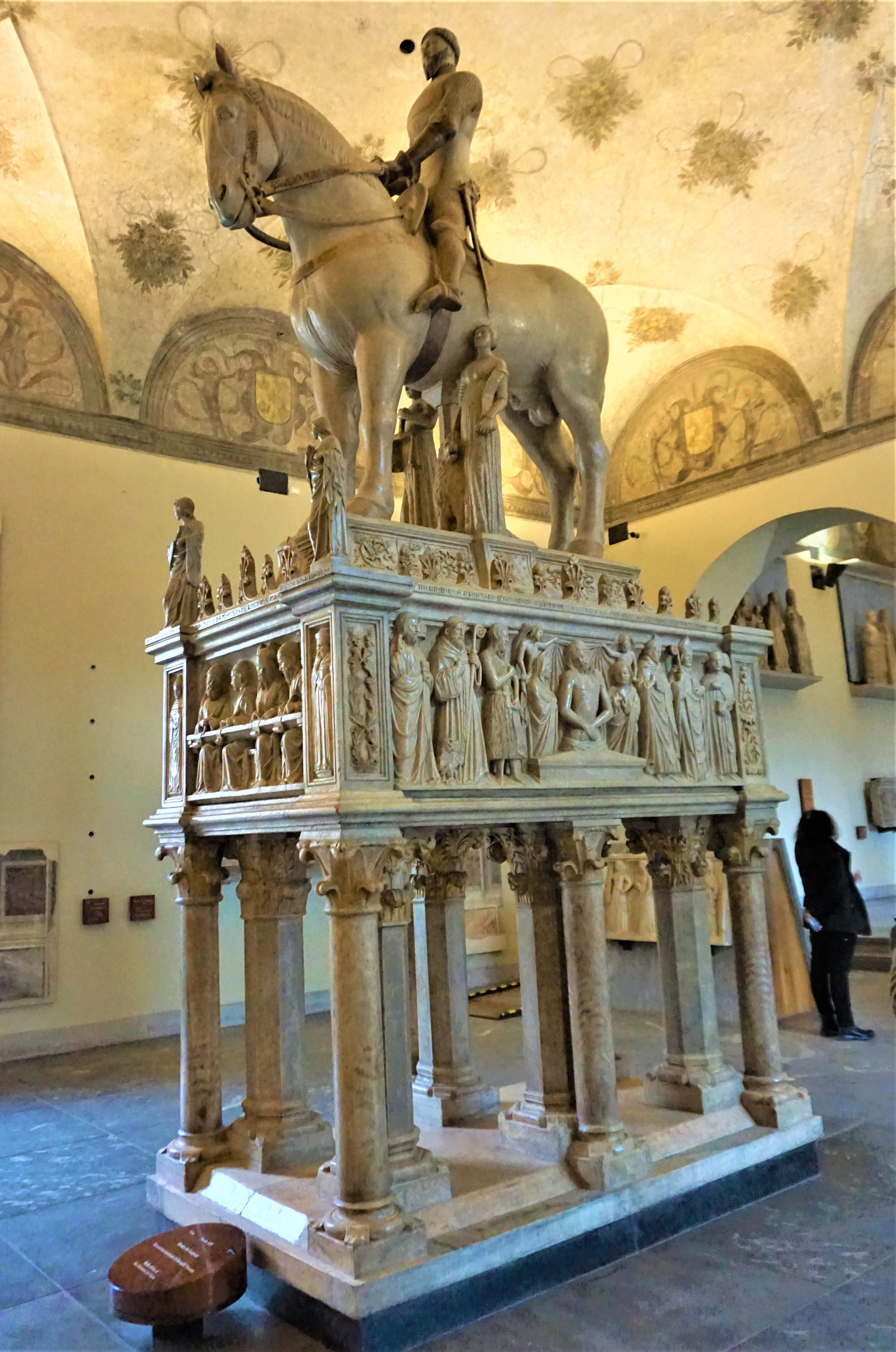
Jezdecký náhrobek Bernaba Viscontiho

Narodil se jako jeden ze tří synů milánského vládce Stefana Viscontiho a Valentiny Doria. Stefano zemřel roku 1327 po honosném banketu, který uspořádal na počest krále Ludvíka Bavora. Současníci spojovali jeho smrt s pokusem o otravu krále a proto byli bratři a synovec zemřelého uvězněni. Tato událost poznamenala vztahy mezi Viscontii a Svatou říší římskou.
V letech 1346–1349 žil Bernabo v exilu, dokud jej nepovolal bezdětný strýc Giovanni Visconti zpět. Svěřil mu vládu nad Bolognou a jeho prostřednictvím uzavřel smír s veronskými Scaligery, kteří dosud podporovali papeže. 27. září 1350 Bernaba oženil s Beatrix, dcerou Mastina II. della Scaly, vládce Verony. Přestože šlo o politické manželství, měla Regina na Bernaba velký vliv. Počet sedmnácti dětí, které mu povila, Bernabo rozšířil o celou řadu nemanželského potomstva. Jeho domácnost údajně připomínala spíše sultánův harém.
5. října 1354 zemřel strýc Giovanni Visconti a Bernabo s bratry odložil nepřátelství vůči novému římskému králi Karlovi Lucemburskému. Ten jim zprostředkoval příměří s Benátskou ligou a potvrdil jim říšský vikariát. Za to mu povolili vstup do Milána a korunovaci železnou lombardskou korunou v lednu 1355. Návdavkem mu přispěli 200 tisíci floriny na římskou jízdu.
V roce 1355 se Bernabo společně s bratrem Galeazzem zbavil pomocí jedu nejstaršího bratra Mattea, jehož zhýralost byla i na ně příliš velká a ten slovy kronikáře Villaniho "zemřel bez zpovědi jako pes." Poté si rozdělili jeho državy.
Setrvalý spor s papežskou kurií o panství v Bologni připravil Bernaba o říšský vikariát a vynesl mu od císaře Karla 29. května 1361 císařskou klatbu. Papež Urban V. Bernaba exkomunikoval 16. března 1363 jako nenapravitelného kacíře. Ke smíru došlo až po řadě diplomatických jednání a výhrůžek vojenským zásahem 3. března 1364 v Bologni. Neúnavný Bernabo nadále pokračoval v boji proti papeži a napadal jeho stoupence. Papež proti němu vyhlásil křížovou výpravu, kterou nikdo nevzal v potaz. 16. srpna 1369 jej císař opět zbavil všech statků a hodností, což připadalo papeži Urbanovi V. málo a roku 1370 požádal o vojenský zákrok proti "zlořečenému muži a nejhoršímu tyranovi" Bernabovi Viscontimu i uherského krále Ludvíka. Pak se zlomený vrátil zpět do Avignonu, kde záhy zemřel.
Novým papežem se stal Řehoř IX., který toužil po návratu papežství do Říma a kterého Bernabo provokoval dalším zabíráním papežských lén. Papežského legáta, který mu přinesl exkomunikační bulu, donutil Bernabo listinu i s provázky a olověnými pečetěmi sníst. Roku 1371 se savojský hrabě Amadeus dostal do vojenského sporu s markýzem ze Saluzza a ten požádal o pomoc Bernaba Viscontiho. Bernabo svou vojenskou aktivitou přiměl Amadea Savojského, aby se připojil k protiviscontiovské papežské lize. Válka se za četné šlechtické účasti a žoldnéřů Johna Hawkwooda a Anachima Baumgartena táhla více než dva roky. Byla poznamenána častou změnou válčící strany a nestálými aliancemi podle momentální situace. V bitvě u Montichairi papežská liga pod velením Johna Hawkwooda a Enguerranda z Coucy Viscontie porazila, ale namísto aby vítězní napochodovali do Milána, se stáhli do Bologne. Amadeus Savojský se pak vrátil kvůli chorobě domů a další válčení se rozplynulo ve vlně moru a nedostatku financí.
V červnu 1374 Bernabo uzavřel s papežem další mír. Žoldnéři Johna Hawkwooda se pak uplatnili ve službách Florencie proti papeži v tzv. Válka osmi svatých, ve které Florencii podpořili oba Viscontiové.
Roku 1378 zemřel v Pavii churavý bratr Galeazzo. Roku 1384 jej následovala i Bernabova manželka Regina. Bernabův zbožný synovec Gian Galeazzo roky přihlížel strýcovu chování, zejména jeho sňatková politika mu byla trnem v oku, protože strýc rozdával ze společného majetku a potomstvo byl velmi hojné. Vylákal jej proto 6. května 1385 na schůzku a tam nic netušícího Bernaba i se dvěma jeho syny zajal a dal uvěznit. Obsadil Milán, jehož obyvatelé se nijak nebránili a nechal se Velkou radou prohlásit vládcem města. Svým sousedům nechal rozeslat seznam Bernabových zločinů a Bernaba samotného uvrhl do vězení na hradě Trezzo, kde jej nechal v prosinci téhož roku pro jistotu otrávit.
Starý tyran byl pohřben společně s manželkou v kostele San Giovanni in Conca pod jezdeckým náhrobkem od Bonina da Campione. Roku 1892 byly ostatky přesunuty do kostela sv. Alexandra a jezdecký náhrobek je nyní v prostorách muzea místního hradu.

## Odkaz v umění
Bernabo byl člověk mnoha tváří. Během morové epidemie prokázal zdravý rozum, když nařídil, aby byli všichni nemocní odvezeni z města a na polích za jeho hradbami se buď uzdravili nebo zemřeli. Každý, kdo se dostal do kontaktu s nemocným, musel absolvovat desetidenní karanténu a kněží museli hlásit chorobně vypadající farníky. Přímo na Bernabův popud vznikla řada iluminovaných rukopisů artušovského cyklu – Lancelot u jezera (Bibliothèque nationale de France. Département des manuscrits. Français 343) a Guiron le Courtois (Bibliothèque nationale de France. Département des manuscrits. NAF 5243) Je však také považován za autora Quaresima – čtyřicetidenního programu mučení.

## Potomci
- Taddea (1351–1381) ∞ Štěpán III. Bavorský
- Viridis (1352–1414) ∞ Leopold III. Habsburský
- Marco (1353–1382) ∞ Alžběta Bavorská
- Rudolf (†1389)
- Ludvík (1358–1404) ∞ Violanta Visconti
- Carlo (1359–1403) ∞ Beatrix z Armagnaku
- Valentina (1360–1393) ∞ Petr II. Kyperský
- Kateřina (1361–1404) ∞ Gian Galeazzo Visconti
- Anežka (1362–1391) ∞ Francesco I. Gonzaga
- Antonie (1364–1405) ∞ Eberhard III. z Württembergu
- Mastino (1365–1404) ∞ Antonia della Scala
- Maddalena (1366–1404) ∞ Fridrich Bavorský
- Aymonette
- Anglesia ∞ Janus Kyperský
- Giammastino (1370–1405) ∞ Cleofa della Scala
- Lucie (1372–1424) ∞ Edmund Holland, 4. hrabě z Kentu
- Alžběta (1374–1432) ∞ Arnošt Bavorský